# Cena Grammy za album roku
Cena Grammy za album roku (anglicky Grammy Award for Album of the Year) je ocenění udělováno organizací Národní akademie hudebního umění a věd ve Spojených státech amerických s cílem „uctít umělecký počin, technickou odbornost a celkovou kvalitu v hudebním průmyslu, bez ohledu na výši prodaných alb a postavení v hudebních žebříčcích.“ Kategorie album roku je nejprestižnější kategorií Cen Grammy, která je udělována od roku 1959.

## Příjemci
| Rok[I] | Vítěz(i) | Dílo                                                 | Nominace | Ref.   |
| ------ | --- | ---------------------------------------------------- | --- | ------ |

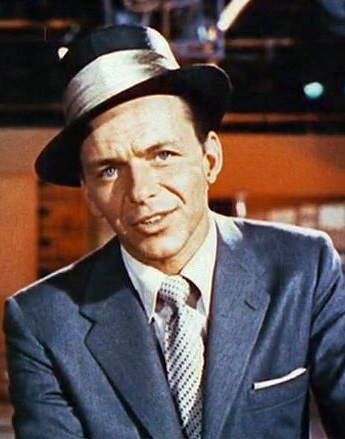
Frank Sinatra – 1960, 1966 a 1967

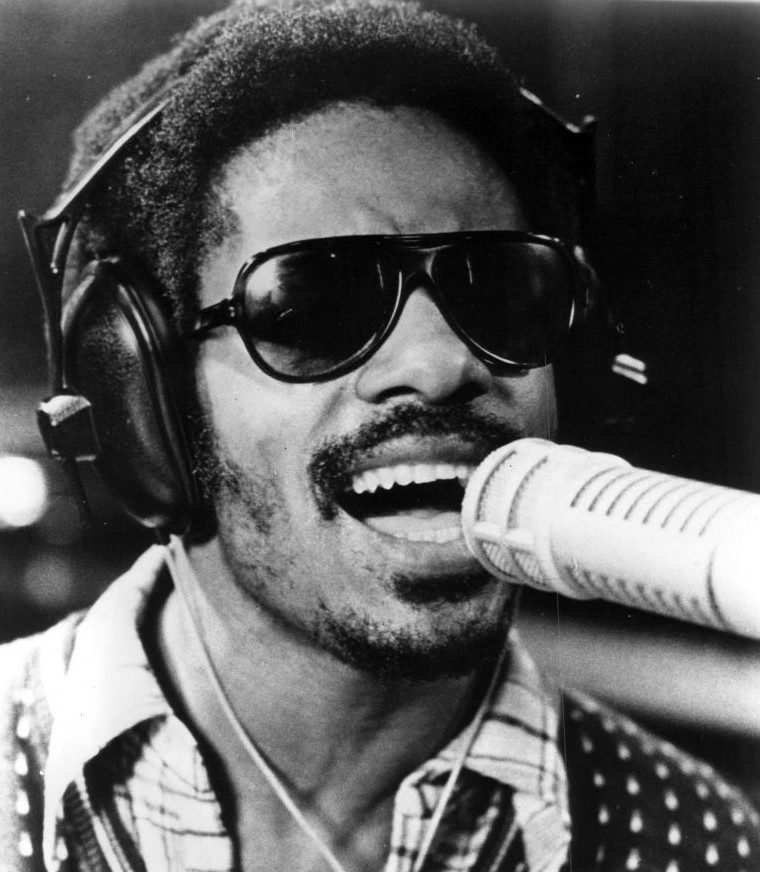
Stevie Wonder – 1974, 1975 a 1977

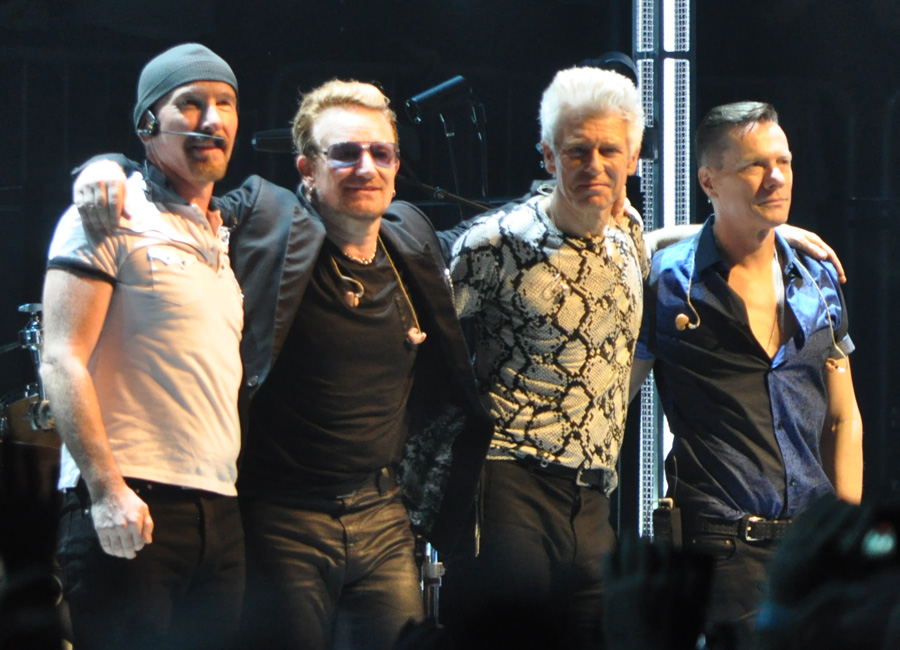
U2 – 1988 a 2006

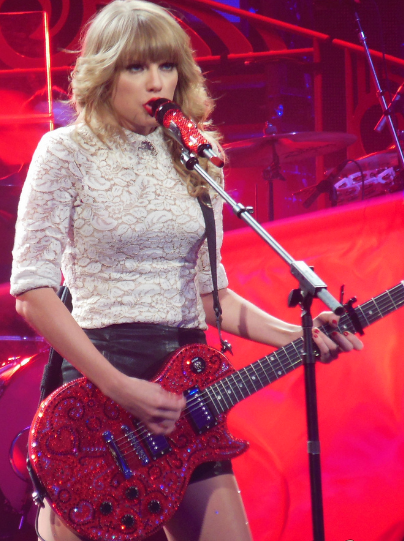
Taylor Swift – 2010, 2016, 2021 a 2024

| 1959   | Henry Mancini | The Music from Peter Gunn                            | - Come Fly with Me – Frank Sinatra - Ella Fitzgerald Sings the Irving Berlin Songbook – Ella Fitzgeraldová - Frank Sinatra Sings for Only the Lonely – Frank Sinatra - Tchaikovsky: Concerto No. 1 in B Flat Minor, Op. 23 – Van Cliburn                                                | [ 2 ]  |
| 1959   | Frank Sinatra | Come Dance with Me!                                  | - Belafonte at Carnegie Hall – Harry Belafonte - More Music From Peter Gunn – Henry Mancini - Rachmaninoff Piano Concerto No. 3 – Van Cliburn - Victory at Sea, Vol. 1 – Robert Russell Bennett                                                                                         | [ 3 ]  |
| 1961   | Bob Newhart | The Button-Down Mind of Bob Newhart                  | - Belafonte Returns to Carnegie Hall – Harry Belafonte - Brahms: Concert No. 2 in B-Flat – Svjatoslav Richter - Nice 'n' Easy – Frank Sinatra - Puccini: Turandot – Erich Leinsdorf - Wild Is Love – Nat King Cole                                                                      | [ 4 ]  |
| 1962   | Judy Garlandová | Judy at Carnegie Hall                                | - Breakfast at Tiffany's Soundtrack – Henry Mancini - Genius+Soul=Jazz – Ray Charles - Great Band with Great Voices – Si Zentner & the Johnny Mann Singers - The Nat King Cole Story – Nat King Cole - West Side Story Soundtrack – různí umělci                                        | [ 5 ]  |
| 1963   | Vaughn Meader | The First Family                                     | - I Left My Heart in San Francisco – Tony Bennett - Jazz Samba – Stan Getz & Charlie Byrd - Modern Sounds in Country and Western Music – Ray Charles - My Son, the Folk Singer – Allan Sherman                                                                                          | [ 6 ]  |
| 1964   | Barbra Streisandová | The Barbra Streisand Album                           | - Bach's Greatest Hits – The Swingle Singers - Days of Wine and Roses and Other TV Requests – Andy Williams - Honey in the Horn – Al Hirt - The Singing Nun – The Singing Nun | [ 7 ]  |
| 1965   | Stan Getz & João Gilberto (s Astrud Gilberto & Antonio Carlos Jobim) | Getz/Gilberto                                        | - Cotton Candy – Al Hirt - Funny Girl: Original Broadway Cast – rôzni umelci - People – Barbra Streisand - The Pink Panther – Henry Mancini | [ 8 ]  |
| 1966   | Frank Sinatra produkováno – Sonny Burke | September of My Years                                | - Help! – The Beatles - My Name Is Barbra – Barbra Streisand - My World – Eddy Arnold - The Sound of Music Soundtrack – rôzni umelci |        |
| 1967   | Frank Sinatra produkováno – Sonny Burke | A Man and His Music                                  | - Color Me Barbra – Barbra Streisand - Dr. Zhivago Soundtrack – Maurice Jarre - Revolver – The Beatles - What Now My Love – Herb Alpert and the Tijuana Brass |        |
| 1968   | The Beatles produkováno – George Martin | Sgt. Pepper's Lonely Hearts Club Band                | - Francis Albert Sinatra & Antonio Carlos Jobim – Frank Sinatra & Antonio Carlos Jobim - It Must Be Him – Vikki Carr - My Cup Runneth Over – Ed Ames - Ode to Billie Joe – Bobbie Gentry                                                                                                | [ 9 ]  |
| 1969   | Glen Campbell produkováno – Al De Lory | By the Time I Get to Phoenix                         | - Bookends – Simon & Garfunkel - Feliciano! – José Feliciano - Magical Mystery Tour – The Beatles - A Tramp Shining – Richard Harris | [ 10 ] |
| 1970   | Blood, Sweat & Tears produkováno – James William Guercio | Blood, Sweat & Tears                                 | - Abbey Road – The Beatles - The Age of Aquarius – The 5th Dimension - Crosby, Stills & Nash – Crosby, Stills & Nash - At San Quentin – Johnny Cash | [ 11 ] |
| 1971   | Simon & Garfunkel produkováno – Art Garfunkel, Paul Simon & Roy Halee | Bridge over Troubled Water                           | - Chicago – Chicago - Close to You – The Carpenters - Déjà Vu – Crosby, Stills, Nash and Young - Elton John – Elton John - Sweet Baby James – James Taylor | [ 12 ] |
| 1972   | Carole King produkováno – Lou Adler | Tapestry                                             | - All Things Must Pass – George Harrison - Carpenters – The Carpenters - Jesus Christ Superstar (London Production) – rôzni umelci - Shaft – Isaac Hayes | [ 13 ] |
| 1973   | George Harrison & Friends (Ravi Šankar, Bob Dylan, Leon Russell, Ringo Starr, Billy Preston, Eric Clapton & Klaus Voormann) produkováno – George Harrison & Phil Spector | The Concert for Bangladesh                           | - American Pie – Don McLean - Jesus Christ Superstar (Original Broadway Cast Recording) – rôzni umelci - Moods – Neil Diamond - Nilsson Schmilsson – Nilsson | [ 14 ] |
| 1974   | Stevie Wonder produkováno – Stevie Wonder | Innervisions                                         | - Behind Closed Doors – Charlie Rich - The Divine Miss M – Bette Midler - Killing Me Softly – Roberta Flack - There Goes Rhymin' Simon – Paul Simon | [ 15 ] |
| 1975   | Stevie Wonder produkováno – Stevie Wonder | Fulfillingness' First Finale                         | - Back Home Again – John Denver - Band on the Run – Paul McCartney & Wings - Caribou – Elton John - Court and Spark – Joni Mitchell |        |
| 1976   | Paul Simon produkováno – Paul Simon & Phil Ramone | Still Crazy After All These Years                    | - Between the Lines – Janis Ian - Captain Fantastic and the Brown Dirt Cowboy – Elton John - Heart Like a Wheel – Linda Ronstadt - One of These Nights – Eagles | [ 16 ] |
| 1977   | Stevie Wonder produkováno – Stevie Wonder | Songs in the Key of Life                             | - Breezin' – George Benson - Chicago X – Chicago - Frampton Comes Alive! – Peter Frampton - Silk Degrees – Boz Scaggs | [ 17 ] |
| 1978   | Fleetwood Mac produkováno – Fleetwood Mac, Ken Caillat & Richard Dashut | Rumours                                              | - Aja – Steely Dan - Hotel California – Eagles - JT – James Taylor - Star Wars Soundtrack – John Williams conducting the London Symphony Orchestra | [ 18 ] |
| 1979   | Bee Gees/různi umělci | Saturday Night Fever: The Original Movie Sound Track | - Even Now – Barry Manilow - Grease Original Soundtrack Album – rôzni umelci - Running on Empty – Jackson Browne - Some Girls – The Rolling Stones | [ 19 ] |
| 1980   | Billy Joel produkováno – Phil Ramone | 52nd Street                                          | - Minute – Minute – The Doobie Brothers - The Gambler – Kenny Rogers - Bad Girls – Donna Summer - Breakfast in America – Supertramp | [ 20 ] |
| 1981   | Christopher Cross produkováno – Michael Omartian | Christopher Cross                                    | - Glass Houses – Billy Joel - The Wall – Pink Floyd - Trilogy: Past Present Future – Frank Sinatra - Guilty – Barbra Streisand | [ 21 ] |
| 1982   | John Lennon & Yoko Ono produkováno – Jack Douglas, John Lennon & Yoko Ono | Double Fantasy                                       | - Mistaken Identity – Kim Carnes - Breakin' Away – Al Jarreau - The Dude – Quincy Jones - Gaucho – Steely Dan | [ 22 ] |
| 1983   | Toto produkováno – Toto | Toto IV                                              | - American Fool – John Cougar - The Nightfly – Donald Fagen - The Nylon Curtain – Billy Joel - Tug of War – Paul McCartney | [ 23 ] |
| 1984   | Michael Jackson produkováno – Michael Jackson & Quincy Jones | Thriller                                             | - Let's Dance – David Bowie - An Innocent Man – Billy Joel - Synchronicity – The Police - Flashdance Soundtrack – rôzni umelci | [ 24 ] |
| 1985   | Lionel Richie produkováno – James Anthony Carmichel & Lionel Richie | Can't Slow Down                                      | - She's So Unusual – Cyndi Lauper - Purple Rain – Prince & The Revolution - Born in the U.S.A. – Bruce Springsteen - Private Dancer – Tina Turner | [ 25 ] |
| 1986   | Phil Collins produkováno – Hugh Padgham & Phil Collins | No Jacket Required                                   | - Brothers in Arms – Dire Straits - Whitney Houston – Whitney Houston - The Dream of the Blue Turtles – Sting - We Are the World – USA for Africa | [ 26 ] |
| 1987   | Paul Simon produkováno – Roy Halee & Paul Simon | Graceland                                            | - So – Peter Gabriel - Control – Janet Jacksonová - The Broadway Album – Barbra Streisand - Back in the High Life – Steve Winwood | [ 27 ] |
| 1988   | U2 produkováno – Brian Eno & Daniel Lanois | The Joshua Tree                                      | - Whitney – Whitney Houston - Bad – Michael Jackson - Trio – Dolly Parton, Linda Ronstadt, & Emmylou Harris - Sign o' the Times – Prince | [ 28 ] |
| 1989   | George Michael produkováno – George Michael | Faith                                                | - Tracy Chapman – Tracy Chapman - Simple Pleasures – Bobby McFerrin - ...Nothing Like the Sun – Sting - Roll with It – Steve Winwood | [ 29 ] |
| 1990   | Bonnie Raitt produkováno – Don Was | Nick of Time                                         | - The End of the Innocence – Don Henley - The Raw and the Cooked – Fine Young Cannibals - Full Moon Fever – Tom Petty - Traveling Wilburys Vol. 1 – Traveling Wilburys | [ 30 ] |
| 1991   | Quincy Jones a různí umělci produkováno – Quincy Jones | Back on the Block                                    | - Mariah Carey – Mariah Carey - ...But Seriously – Phil Collins - Please Hammer Don't Hurt 'Em – MC Hammer - Wilson Phillips – Wilson Phillips | [ 31 ] |
| 1992   | Natalie Cole produkováno – Andre Fischer, David Foster & Tommy LiPuma | Unforgettable... with Love                           | - Heart in Motion – Amy Grant - Luck of the Draw – Bonnie Raitt - Out of Time – R.E.M. - The Rhythm of the Saints – Paul Simon | [ 32 ] |
| 1993   | Eric Clapton produkováno – Russ Titelman | Unplugged                                            | - Ingénue – k.d. lang - Diva – Annie Lennox - Achtung Baby – U2 - Beauty and the Beast: Original Motion Picture Soundtrack – rôzni umelci | [ 33 ] |
| 1994   | Whitney Houston produkováno – Babyface, BeBe Winans, David Cole, David Foster, L.A. Reid, Narada Michael Walden & Robert Clivillés | The Bodyguard: Original Soundtrack Album             | - Kamakiriad – Donald Fagen - River of Dreams – Billy Joel - Automatic for the People – R.E.M. - Ten Summoner's Tales – Sting | [ 34 ] |
| 1995   | Tony Bennett produkováno – David Kahne | MTV Unplugged                                        | - The Three Tenors in Concert 1994 – José Carreras, Plácido Domingo & Luciano Pavarotti with Zubin Mehta - From the Cradle – Eric Clapton - Longing in Their Hearts – Bonnie Raitt - Seal – Seal                                                                                        | [ 35 ] |
| 1996   | Alanis Morissette produkováno – Glen Ballard | Jagged Little Pill                                   | - Daydream – Mariah Carey - HIStory: Past, Present and Future, Book I – Michael Jackson - Relish – Joan Osborne - Vitalogy – Pearl Jam | [ 36 ] |
| 1997   | Celine Dion produkováno – Rick Hahn, Aldo Nova, Billy Steinberg, Dan Hill, David Foster, Humberto Gatica, Jean-Jacques Goldman, Jeff Bova, Jim Steinman, John Jones, Ric Wake, Rick Nowels, Roy Bittan & Steven Rinkoff | Falling into You                                     | - Odelay – Beck - The Score – The Fugees - Mellon Collie and the Infinite Sadness – The Smashing Pumpkins - Waiting to Exhale: Original Soundtrack Album – různí umělci | [ 37 ] |
| 1998   | Bob Dylan produkováno – Daniel Lanois | Time out of Mind                                     | - The Day – Babyface - This Fire – Paula Cole - Flaming Pie – Paul McCartney - OK Computer – Radiohead | [ 38 ] |
| 1999   | Lauryn Hill - ozvučení/mix – Chris Theis, Commissioner Gordon, Johnny Wydrycz, Ken Johnston, Matt Howe, Storm Jefferson, Tony Prendatt & Warren Riker - produkováno – Lauryn Hill | The Miseducation of Lauryn Hill                      | - Ray of Light – Madonna - The Globe Sessions – Sheryl Crow - Version 2.0 – Garbage - Come on Over – Shania Twain | [ 39 ] |
| 2000   | Santana - ozvučení/mix – Alvaro Villagra, Andy Grassi, Anton Pukshansky, Benny Faccone, Chris Theis, Commissioner Gordon, David Frazer, David Thoener, Glenn Kolotkin, Jeff Poe, Jim Gaines, Jim Scott, John Gamble, John Karpowich, John Seymour, Matty Spindel, Mike Couzzi, Steve Farrone, Steve Fontano, T-Ray, Tony Prendatt, Warren Riker & Tom Lord-Alge - produkováno – Alex Gonzales, Art Hodge, Dante Ross, Stephen M. Harris, Charles Goodan, Clive Davis, Dust Brothers, Fher Olvera, Jerry 'Wonder' Duplessis, K. C. Porter, Lauryn Hill, Matt Serletic & Wyclef Jean | Supernatural                                         | - Millennium – Backstreet Boys - Fly – Dixie Chicks - When I Look in Your Eyes – Diana Krall - FanMail – TLC | [ 40 ] |
| 2001   | Steely Dan - ozvučení/mix – Dave Russell, Phil Burnett, Elliot Scheiner & Roger Nichols - produkováno – Donald Fagen & Walter Becker | Two Against Nature                                   | - Midnite Vultures – Beck - The Marshall Mathers LP – Eminem - Kid A – Radiohead - You're the One – Paul Simon | [ 41 ] |
| 2002   | Různí umělci | O Brother, Where Art Thou? soundtrack                | - Acoustic Soul – India.Arie - Love and Theft – Bob Dylan - Stankonia – OutKast - All That You Can't Leave Behind – U2 | [ 42 ] |
| 2003   | Norah Jones - ozvučení/mix – Jay Newland & S. Husky Höskulds - master ozvučení – Ted Jensen - produkováno – Jay Newland, Arif Mardin, Craig Street & Norah Jones | Come Away with Me                                    | - Home – Dixie Chicks - The Eminem Show – Eminem - Nellyville – Nelly - The Rising – Bruce Springsteen | [ 43 ] |
| 2004   | OutKast - ozvučení/mix – Chris Carmouche, Brian Paturalski, Darrell Thorp, Dexter Simmons, John Frye, Kevin Davis, Matt Still, Moka Nagatani, Neal H. Pogue, Padraic Kernin, Pete Novak, Reggie Dozier, Robert Hannon, Terrence Cash & Vincent Alexander - master ozvučení – Bernie Grundman & Brian Gardner - produkované – André 3000, Big Boi & Carl Mo | Speakerboxxx/The Love Below                          | - Under Construction – Missy Elliott - Fallen – Evanescence - Justified – Justin Timberlake - Elephant – The White Stripes | [ 44 ] |
| 2005   | Ray Charles - ozvučení/mix – Al Schmitt, Ed Thacker, Joel W. Moss, John Harris, Mark Fleming, Pete Karam, Robert Fernandez, Seth Presant & Terry Howard - master ozvučení – Doug Sax & Robert Hadley - produkováno – Don Mizell, Herbert Waltl, John R. Burk, Terry Howard & Phil Ramone | Genius Loves Company                                 | - American Idiot – Green Day - The Diary of Alicia Keys – Alicia Keys - Confessions – Usher - The College Dropout – Kanye West | [ 45 ] |
| 2006   | U2 - ozvučení/mix – Carl Glanville, Greg Collins, Simon Gogerly, Flood, Jacknife Lee, Nellee Hooper & Steve Lillywhite - master ozvučení – Arnie Acosta - produkováno – Brian Eno, Chris Thomas, Daniel Lanois, Flood, Jacknife Lee & Steve Lillywhite | How to Dismantle an Atomic Bomb                      | - The Emancipation of Mimi – Mariah Carey - Chaos and Creation in the Backyard – Paul McCartney - Love. Angel. Music. Baby. – Gwen Stefani - Late Registration – Kanye West | [ 46 ] |
| 2007   | Dixie Chicks - ozvučení/mix – Chris Testa, Jim Scott & Richard Dodd - master ozvučení – Richard Dodd - produkováno – Rick Rubin | Taking the Long Way                                  | - St. Elsewhere – Gnarls Barkley - Continuum – John Mayer - Stadium Arcadium – Red Hot Chili Peppers - FutureSex/LoveSounds – Justin Timberlake | [ 47 ] |
| 2008   | Herbie Hancock - featuring Norah Jones, Joni Mitchell, Leonard Cohen, Luciana Souza, Corinne Bailey Rae & Tina Turner - produkováno – Herbie Hancock & Larry Klein - ozvučení/mix – Helik Hadar - master ozvučení – Bernie Grundman | River: The Joni Letters                              | - Echoes, Silence, Patience & Grace – Foo Fighters - These Days – Vince Gill - Graduation – Kanye West - Back to Black – Amy Winehouse | [ 48 ] |
| 2009   | Robert Plant & Alison Krauss - produkováno – T Bone Burnett - ozvučení/mix – Mike Piersante - master ozvučení – Gavin Lurssen | Raising Sand                                         | - Viva la Vida or Death and All His Friends – Coldplay - Year of the Gentleman – Ne-Yo - In Rainbows – Radiohead - Tha Carter III – Lil Wayne | [ 49 ] |
| 2010   | Taylor Swift - featuring Colbie Caillat, - produkováno – Taylor Swift & Nathan Chapman, ozvučení/mix – Hank Williams | Fearless                                             | - I Am... Sasha Fierce – Beyoncé - The E.N.D. – The Black Eyed Peas - The Fame – Lady Gaga - Big Whiskey and the GrooGrux King – Dave Matthews Band | [ 50 ] |
| 2011   | Arcade Fire - Arcade Fire & Markus Dravs, producenti - Arcade Fire, Markus Dravs, Mark Lawson & Craig Silvey, zvukaři/mixéři - George Marino, mastering zvukař | The Suburbs                                          | - Recovery – Eminem - Need You Now – Lady Antebellum - The Fame Monster – Lady Gaga - Teenage Dream – Katy Perry | [ 51 ] |
| 2012   | Adele - Adele, Dan Wilson, Jim Abbiss, Paul Epworth, Rick Rubin, Fraser T Smith & Ryan Tedder, producenti - Jim Abbiss, Philip Allen, Beatriz Artola, Ian Dowling, Steve Price, Fraser T. Smith, Ryan Tedder, Tom Elmhirst, Greg Fidelman, Dan Parry, Mark Rankin & Andrew Scheps, zvukaři/mixéři - Tom Coyne, mastering zvukař | 21                                                   | - Wasting Light – Foo Fighters - Born This Way – Lady Gaga - Doo-Wops & Hooligans – Bruno Mars - Loud – Rihanna | [ 52 ] |
| 2013   | Mumford & Sons - Markus Dravs, producent - Robin Baynton & Ruadhri Cushnan zvukaři/mixéři; - Bob Ludwig, mastering zvukař | Babel                                                | - El Camino – The Black Keys - Some Nights – fun. - Channel Orange – Frank Ocean - Blunderbuss – Jack White | [ 53 ] |
| 2014   | Daft Punk - Julian Casablancas, DJ Falcon, Todd Edwards, Chilly Gonzales, Giorgio Moroder, Panda Bear, Nile Rodgers, Paul Williams & Pharrell Williams, featured artists - Thomas Bangalter, Julian Casablancas, Guy-Manuel De Homem-Christo, DJ Falcon & Todd Edwards, producenti - Peter Franco, Mick Guzauski, Florian Lagatta, Guillaume Le Braz & Daniel Lerner, zvukaři/mixéři - Antoine "Chab" Chabert & Bob Ludwig, mastering zvukaři | Random Access Memories                               | - The Blessed Unrest – Sara Bareilles - Good Kid, M.A.A.D City – Kendrick Lamar - The Heist – Macklemore and Ryan Lewis - Red – Taylor Swift |        |
| 2015   | Beck - Beck Hansen, producent - Tom Elmhirst, David Greenbaum, Florian Lagatta, Cole Marsden Greif-Neill, Robbie Nelson, Darrell Thorp, Cassidy Turbin & Joe Visciano, zvukaři/mixéři - Bob Ludwig, mastering zvukař | Morning Phase                                        | - Beyoncé – Beyoncé - x – Ed Sheeran - G I R L – Pharrell Williams - In the Lonely Hour – Sam Smith | [ 54 ] |
| 2016   | Taylor Swift - Taylor Swift, Max Martin, Jack Antonoff, Nathan Chapman, Imogen Heap, Greg Kurstin, Mattman & Robin, Ali Payami, Shellback, Ryan Tedder & Noel Zancanella, producenti - Serban Ghenea, John Hanes, Peter Carlsson, Smith Carlson, Brendan Morawski. zvukaři/mixéři - Tom Coyne, mastering zvukař | 1989                                                 | - Sound & Color – Alabama Shakes - To Pimp a Butterfly – Kendrick Lamar - Traveller – Chris Stapleton - Beauty Behind the Madness – The Weeknd | [ 55 ] |
| 2017   | Adele - produkováno – Danger Mouse, Samuel Dixon, Paul Epworth, Greg Kurstin, Max Martin, Ariel Rechtshaid, Shellback, The Smeezingtons & Ryan Tedder - ozvučení/mix – Julian Burg, Austen Jux Chandler, Cameron Craig, Samuel Dixon, Tom Elmhirst, Declan Gaffney, Serban Ghenea, John Hanes, Emile Haynie, Jan Holzner, Michael Ilbert, Chris Kasych, Greg Kurstin, Charles Moniz, Liam Nolan, Alex Pasco, Mike Piersante, Ariel Rechtshaid, Rich Rich, Dave Schiffman, Joe Visciano & Matt Wiggins - master ozvučení – Tom Coyne & Randy Merrill                                | 25                                                   | - Lemonade – Beyoncé - Purpose – Justin Bieber - Views – Drake - A Sailor's Guide to Earth – Sturgill Simpson | [ 56 ] |
| 2018   | Bruno Mars - produkováno – Shampoo Press & Curl - ozvučení/mix – Serban Ghenea, John Hanes & Charles Moniz - master ozvučení – Tom Coyne | 24K Magic                                            | - "Awaken, My Love!" – Childish Gambino - 4:44 – Jay-Z - Damn – Kendrick Lamar - Melodrama – Lorde | [ 57 ] |
| 2019   | Kacey Musgravesová - produkováno – Ian Fitchuk, Kacey Musgraves & Daniel Tashian - ozvučení/mix – Craig Alvin & Shawn Everett - skladatelé – Ian Fitchuk, Kacey Musgraves & Daniel Tashian - master ozvučení – Greg Calbi & Steve Fallone | Golden Hour                                          | - Beerbongs & Bentleys – Post Malone - Black Panther: The Album, Music from and Inspired By – Vícero umělců - By the Way, I Forgive You – Brandi Carlile - Dirty Computer – Janelle Monáe - H.E.R. (album) – H.E.R. - Invasion of Privacy – Cardi B - Scorpion (album) – Drake (spevák) | [ 58 ] |
| 2020   | Billie Eilish - produkováno – Finneas O'Connell - ozvučení/mix – Rob Kinelski & Finneas O'Connell - skladatelé – Billie Eilish & Finneas O'Connell - master ozvučení – John Greenham | When We All Fall Asleep, Where Do We Go?             | - I, I – Bon Iver - Norman Fucking Rockwell! – Lana Del Rey - Thank U, Next – Ariana Grande - I Used to Know Her – H.E.R. - 7 – Lil Nas X - Cuz I Love You (Deluxe) – Lizzo - Father of the Bride – Vampire Weekend                                                                     | [ 59 ] |